# La Fenice (manga)
La Fenice (火の鳥?, Hi no tori) è un manga scritto ed illustrato da Osamu Tezuka e pubblicato su varie riviste tra il 1967 ed il 1988 e che ha impegnato l'autore per oltre 30 anni. La serie è composta da 12 storie, raccolte in 11 volumi, chiamate "Libri": l'Alba, il Futuro, Yamato, l'Universo, il Mito, la Resurrezione, il Manto di piume, la Nostalgia, la Guerra civile, la Vita, gli Esseri Fantastici, il Sole. In seguito è stato pubblicato anche un ulteriore volume contenente le storie scritte tra il 1956 ed il 1957. Il manga è stato tradotto in diverse lingue, tra cui in italiano da Hazard Edizioni e in inglese da Viz Media.
Dalla serie sono stati tratti tre film, due OAV e una serie animata di 13 episodi.

## Cicli narrativi
- Il libro dell'alba (黎明編?, reimei-hen): la storia è ambientata nel 240-270 a.C. all'epoca di Himiko e del Regno di Yamatai. Il protagonista è Iza-Nagi, un ragazzo che si mette sulle tracce della Fenice per tentare di salvare la sorella gravemente malata.
- Il libro del futuro (未来編?, mirai-hen): la narrazione è ambientata nel 3404 d.C.. L'umanità, raggiunto il suo apice, inizia l'inesorabile declino verso la fine.
- Il libro di Yamato (ヤマト編?, yamato-hen): ambientata nel 320-350 d.C. (Periodo Kofun) questa storia si basa sulla leggenda di Yamato Takeru. Il re di Yamato mette il proprio figlio, Oguna, a capo di una spedizione con l'obbiettivo di uccidere Takeru, il capo del clan rivale, i Kumaso. È durante questo viaggio che Oguna incontrerà la Fenice.
- Il libro dell'universo (宇宙編?, uchū-hen): siamo nel 2577 d.C., i membri dell'astronave che collega la Terra con delle colonie nello spazio, vengono svegliati dal sistema di emergenza e scoprono che il quinto di loro è morto durante il suo turno di controllo della nave. I quattro superstiti sono costretti ad abbandonare l'astronave, danneggiata irreparabilmente dai meteoriti, con dei moduli di salvataggio. Ma mentre vagano per lo spazio si accorgono che un quinto modulo li sta seguendo.
- Il libro del mito (鳳凰編?, hō-ō-hen): la storia è ambientata nel 720-752 d.C. (Periodo Nara) durante la costruzione del Daibutsu, una statua alta 14 metri, raffigurante il Buddha, collocata all'interno del Tōdai-ji. Il protagonista è Gao, diventato un bandito spietato a causa dell'emarginazione subita per i suoi difetti fisici, non ha un braccio ed è cieco a un occhio. Durante le sue scorribande, Gao incontra Akanemaru, un giovane scultore, e per invidia lo ferisce ad un braccio, rendendogli impossibile continuare a scolpire le sue opere. Akanemaru, perde così di vista il suo sogno, diventare un grande scultore, e si mette sulle tracce della Fenice.
- Il libro della resurrezione (復活編?, fukkatsu-hen): la storia è ambientata nel 2482-3344 d.C.. Nell'era della robotica, della tecnologia avanzata e della scienza il giovane Leona muore in un incidente, a bordo della sua auto volante. Il corpo senza vita del giovane ragazzo viene affidato ad un luminare, il professor Nielsen, per un esperimento di chirurgia mai provato prima: la resurrezione. L'operazione riesce, ma il nuovo Leona ha perso la memoria e inizia ad amare i robot e le macchine, mentre vede gli esseri umani come disgustose creature, fatte di terra. Il tema del Libro della Resurrezione, “è ben riassunto nelle parole del protagonista, Leona, che in una vita precedente ha bevuto il sangue dell'Uccello di fuoco: «La vita eterna avrebbe potuto essere molto semplice… Ma la questione è: perché vivere in eterno?»”[2].
- Il libro del manto di piume (羽衣編?, hagoromo-hen): il cacciatore Zuku trova una mantellina appartenente ad una donna chiamata Otoki, proveniente in realtà dal futuro. Zuku, con la promessa di non vendere l'oggetto, chiede alla donna di diventare sua moglie per tre anni, la quale accetta. A causa del suo gesto però Otoki rischia di cambiare il corso del tempo e di creare un paradosso temporale.
- Il libro della nostalgia (望郷編?, bōkyō-hen): per la prima volta la voce narrante è quella della Fenice stessa, che rievoca la tormentosa lotta contro l'estinzione della specie umana affrontata da Romi, «l'unica donna che ha fatto storia»: giunta sul piccolo e aspro pianeta Eden 17 per scampare, insieme con il marito Jôji, all'imminente distruzione della Terra, Romi rimase, quasi subito e a lungo, l'unica donna abitante di quel pianeta. L'intervento provvidenziale e salvifico dell'Uccello di fuoco esaudirà il desiderio di rinascita che la guida, ma il ritorno della vita non placherà la sua nostalgia della Terra, luogo d'origine irrimediabilmente perduto.
- Il libro della guerra civile (乱世編?, ranse-hen): Benta, un taglialegna, vive tra le montagne con la sua futura sposa Obu, vivendo dei proventi della vendita di legna alle città vicine. Verranno in seguito coinvolti dalla battaglia di due famiglie rivali, con Obu che viene rapita dalla famiglia Taira e costretta a diventare la concubina dell'imperatore di cui in seguito si innamora, mentre Benta tenterà di salvarla prima da solo e poi come samurai del clan Genji, avversario del clan Taira per il controllo del Giappone.
- Il libro della vita (生命編?, seimei-hen): un giovane produttore televisivo, che da sempre fornisce nuovi reality show basati sulla caccia agli animali, per rialzare gli ascolti delle sue trasmissioni decide di sostituire gli animali con cloni umani. La Fenice, arrabbiata per la scarsa umanità del ragazzo, lo clona rendendolo così la vittima delle varie battute di caccia del programma.
- Il libro degli esseri fantastici (異形編?, igyō-hen): la storia narra di una sacerdotessa buddhista imprigionata in un varco spaziotemporale dalla Fenice a causa dei suoi innumerevoli crimini. La sacerdotessa viene pertanto costretta a prendersi cura di tutte le creature che nell'universo hanno sofferto a causa delle guerre.
- Il libro del sole (太陽編?, taiyō-hen): ambientato parallelamente nel passato e nel futuro, un giovane ragazzo di nome Harima, un soldato coreano catturato dalle forze giapponesi e a cui viene mutilata la faccia, sostituita con il muso di un lupo. A causa della sua nuova natura animale, sarà in grado di vedere gli spiriti che popolano il Giappone ed aiutarli nella battaglia contro il buddismo, che sta prepotentemente entrando a far parte dell'arcipelago nipponico.

## Storia editoriale
Immediatamente dopo la fine di Kimba, il leone bianco sulla rivista Manga Shonen, Tezuka cominciò la pubblicazione di Alba nel luglio 1954 sulla stessa rivista, una storia riguardante due fratelli, Izanagi ed Izanami, che salvano un uovo di fenice. La storia andò avanti in maniera irregolare per otto numeri fino al maggio 1955 quando la rivista Manga Shonen fu chiusa e lasciando il manga incompiuto. Dopo la fine della serializzazione su Shojo Club di La principessa Zaffiro nel 1956, Tezuka fu colpito dalla visione di opere cinematografiche americane come Elena di Troia e La regina delle piramidi e dalle loro storie intrise di romanticismo. Pensò così di portare queste storie epiche ma romantiche su carta, in un manga che potesse coinvolgere le lettrici. Immaginò prima uno scenario europeo, che fu poi tralasciato per lo sviluppo di una storia romantica ambientata in Egitto ed in Grecia. Tornò così sull'immagine dell'uccello mitologico della Fenice e ambientò una storia pubblicata tra il maggio 1956 ed il dicembre 1957 tra antico Egitto, la Grecia e Troia ed infine Roma in un arco di 3000 anni, ma anche quest'ultima storia rimase incompiuta.
Nel gennaio 1967 Osamu Tezuka tornò per la terza volta su questa storia pubblicando sul numero inaugurale della rivista COM il primo capitolo de La Fenice: il Libro dell'Alba. Negli anni successivi pubblicò sulla stessa rivista anche il Libro del Futuro, pubblicato tra il 1967 ed il 1968, il Libro di Yamato, tra il settembre 1968 ed il febbraio 1969, il Libro dell'Universo, tra il marzo 1969 ed il luglio dello stesso anno, il Libro del Mito, tra l'agosto 1969 ed il settembre 1970, il Libro della Resurrezione, tra l'ottobre 1970 e il settembre 1971, ed il Libro del Manto di piume, pubblicato ad ottobre 1971. Quest'ultima storia è stata pubblicata e modificata diverse volte nel corso del tempo dall'autore: la versione originale fu pensata come una storia da pubblicare tra il Libro della Resurrezione ed il Libro della Nostalgia ma, a causa dei temi riguardanti le guerre nucleari che in quei giorni erano una minaccia, la storia non fu mai raccolta in volumi; una nuova versione della storia fu pubblicata alcuni anni più tardi su Manga Shonen, dove Tezuka modificò tutti i dialoghi che però lo lasciarono insoddisfatto e lasciando anche questa versione fuori dalla raccolta dei volumi; un'ultima versione fu preparata per la raccolta in volume nel 1980 e pubblicata dopo il Libro della Guerra civile. Dopo la fine del Manto di piume, sulla rivista COM fu pubblicata nel dicembre del 1971 il primo capitolo del Libro della Nostalgia ma, dopo sole due uscite, la pubblicazione della serie fu sospesa a causa della nuova politica adottata dalla rivista.
Dopo quattro anni e mezzo di sospensione, Tezuka tornò al lavoro su La Fenice, trasferendo la serie sulla neonata rivista Manga Shonen di Asahi Sonorama, con la pubblicazione tra il settembre 1976 ed il marzo 1978 di una nuova versione, completamente diversa da quella presentata sulla rivista COM, del Libro della Nostalgia. Sulla stessa rivista seguirono poi il Libro della Guerra civile, pubblicato tra aprile 1978 e luglio 1980 ma di cui fu originariamente pubblicato il primo capitolo sulla rivista COM nell'agosto del 1973, il Libro della Vita, tra l'agosto ed il dicembre 1980, il Libro degli Esseri fantastici, tra il gennaio e l'aprile 1981, con queste ultime due storie basate sul romanzo di Fëdor Dostoevskij Delitto e castigo: così come il personaggio principale di Delitto e castigo compie omicidi in nome di una sua giustizia personale di cui poi si pente, Tezuka mostra due storie, una ambientata nel passato ed una nel futuro, dove i protagonisti compiono atti contro natura e devono convivere con le conseguenze del loro gesto.
Dopo 5 ulteriori anni di pausa, Tezuka torna al lavoro sul dodicesimo ciclo de La Fenice, pubblicando il primo capitolo del Libro del Sole nel gennaio 1986 sulla rivista Yasai Jidai di Kadokawa Shoten e conclusasi nel febbraio 1988. La storia si concentra sull'entrata del buddismo in Giappone e sulla sua elevazione a religione di stato che si scontrò con le credenze animiste delle popolazioni locali, fatti che secondo Tezuka hanno scatenato il conflitto di successione tra Tenmu e Kōbun. A causa del decesso dell'autore, il Libro del Sole rimane l'ultima storia pubblicata de La Fenice. Un ulteriore storia intitolata Terra, trovata tra gli appunti del Dio dei manga, sarebbe stata pensata prima come base per il musical de La Fenice del 1989 e poi come tredicesimo libro della storia, ambientata in Cina nel 1938.

## Media

### Manga
Il manga ha avuto una riedizione ad opera del sito Fukkan.com, con la supervisione della Tezuka Productions Co., con una ristampa fedele all'originale rimasterizzata completamente a colori e con contenuti inediti.
In Italia la serie è stata tradotta da Hazard Edizioni in un formato di 16 volumi più un diciassettesimo contenente il prequel del 1956, tra il novembre 2005 ed il maggio 2012. Una nuova edizione, curata da Edizioni BD sotto l'etichetta J-Pop è in pubblicazione da novembre 2019. La Viz Media ha pubblicato negli Stati Uniti l'opera in un'edizione di 12 volumi, comprensiva del volume col prequel, tra il 10 marzo 2003 ed il 18 marzo 2008, poi resa disponibile anche in formato e-book tra l'11 febbraio 2014 ed il 27 maggio 2014. La serie è stata tradotta anche in spagnolo ed in francese, rispettivamente da Planeta DeAgostini e Edition Tonkam.
| Nº | Titolo italiano                                                    | Data di prima pubblicazione           | Data di prima pubblicazione |
| Nº | Titolo italiano                                                    | Italiano                              |                             |
| 1  | Il libro dell'alba, tomo I                                         | novembre 2005 ISBN 88-7502-046-9      |                             |
| 2  | Il libro dell'alba, tomo II                                        | novembre 2005 ISBN 88-7502-047-7      |                             |
| 3  | Il libro del futuro                                                | maggio 2006 ISBN 88-7502-048-5        |                             |
| 4  | Il libro di Yamato e il libro dell'universo                        | settembre 2006 ISBN 88-7502-049-3     |                             |
| 5  | Il libro del mito, tomo I                                          | giugno 2007 ISBN 88-7502-050-7        |                             |
| 6  | Il libro del mito, tomo II                                         | ottobre 2007 ISBN 88-7502-051-5       |                             |
| 7  | Il libro della resurrezione, tomo I                                | aprile 2008 ISBN 88-7502-052-3        |                             |
| 8  | Il libro della resurrezione, tomo II e Il libro del manto di piume | maggio 2008 ISBN 88-7502-053-1        |                             |
| 9  | Il libro della nostalgia, tomo I                                   | settembre 2008 ISBN 978-88-7502-054-5 |                             |
| 10 | Il libro della nostalgia, tomo II                                  | dicembre 2008 ISBN 978-88-7502-055-2  |                             |
| 11 | Il libro della guerra civile, tomo I                               | marzo 2009 ISBN 978-88-7502-056-9     |                             |
| 12 | Il libro della guerra civile, tomo II                              | dicembre 2009 ISBN 978-88-7502-057-6  |                             |
| 13 | Il libro della vita e Il libro degli esseri fantastici             | aprile 2010 ISBN 978-88-7502-058-3    |                             |
| 14 | Il libro del sole, tomo I                                          | aprile 2011 ISBN 978-88-7502-059-0    |                             |
| 15 | Il libro del sole, tomo II                                         | luglio 2011 ISBN 978-88-7502-060-6    |                             |
| 16 | Il libro del sole, tomo III                                        | ottobre 2011 ISBN 978-88-7502-061-3   |                             |

| Nº | Titolo italiano              | Data di prima pubblicazione           | Data di prima pubblicazione |
| Nº | Titolo italiano              | Italiano                              |                             |
| 0  | Le origini - Il prequel 1956 | 19 maggio 2012 ISBN 978-88-7502-062-0 |                             |

### Adattamenti animati
Un primo film tratto dal manga intitolato Hi no tori - Reimei hen (火の鳥 黎明編?) fu proiettato in Giappone il 19 agosto 1978 e fu una trasposizione del primo ciclo narrativo, il Libro dell'Alba. Il film fu diretto da Kon Ichikawa mentre Osamu Tezuka si occupò delle animazioni. Il secondo film L'uccello di fuoco 2772 (火の鳥2772 愛のコスモゾーン?, Hi no tori 2772: Ai no kosumozōn) proiettato dal 15 marzo 1980 fu tratto liberamente dalla storia ed ambientato in un futuro indefinito. Il film è stato diretto da Suguru Sugiyama e Taku Sugiyama, con Tezuka supervisore. Il terzo ed ultimo film, tratto dal Libro del Mito, fu intitolato Hi no tori: Ho-o-hen (火の鳥 鳳凰編?) e proiettato nelle sale giapponesi dal 20 dicembre 1986, con la regia di Yoshiaki Kawajiri e la produzione di Rintarō.
Dalla serie sono stati tratti due OAV: il primo, adattamento del Libro di Yamato, Hi no tori: Yamato-hen (火の鳥 ヤマト編?) è stato diretto da Toshio Hirata e distribuito il 1º agosto 1987; Hi no tori: Uchu-hen (火の鳥 宇宙編?) è il secondo OAV e adattato dal Libro dell'Universo, diretto da Rintarō e distribuito il 21 dicembre 1987.
Tra il 21 marzo ed il 27 giugno 2004, è stata mandata in onda una serie televisiva animata di 13 episodi intitolata Hi no tori (火の鳥?), diretto da Ryōsuke Takahashi e prodotta dalla Tezuka Productions e NHK. La sigla d'apertura è stata Hi no tori Opening Theme interpretata da Min Chen, Mio Isayama e Czech Philharmonic Orchestra mentre la sigla di chiusura, Hi no tori, è stata cantata da Mika Nakashima.

#### Episodi
| Nº | Giapponese 「Kanji」 - Rōmaji             | In onda        | In onda |
| Nº | Giapponese 「Kanji」 - Rōmaji             | Giapponese     |         |
| 1  | 「黎明編 その一」 - Reimeihen sono ichi   | 21 marzo 2004  |         |
| 2  | 「黎明編 その二」 - Reimeihen sono ni     | 28 marzo 2004  |         |
| 3  | 「黎明編 その三」 - Reimeihen sono san    | 4 aprile 2004  |         |
| 4  | 「黎明編 その四」 - Reimeihen sono shi    | 25 aprile 2004 |         |
| 5  | 「復活編 その一」 - Fukkatsuhen sono ichi | 2 maggio 2004  |         |
| 6  | 「復活編 その二」 - Fukkatsuhen sono ni   | 9 maggio 2004  |         |
| 7  | 「異形編」 - Igyōhen                      | 16 maggio 2004 |         |
| 8  | 「太陽編 その一」 - Taiyooa sono ichi     | 23 maggio 2004 |         |
| 9  | 「太陽編 その二」 - Taiyooa sono ni       | 30 maggio 2004 |         |
| 10 | 「太陽編 その三」 - Taiyooa sono san      | 6 giugno 2004  |         |
| 11 | 「太陽編 その四」 - Taiyooa sono shi      | 13 giugno 2004 |         |
| 12 | 「未来編 その一」 - Miraihen sono ichi    | 20 giugno 2004 |         |
| 13 | 「未来編 その二」 - Miraihen sono ni      | 27 giugno 2004 |         |

Il 13 settembre 2023 una serie OAN di 4 episodi dal titolo Phoenix: Eden17 (日の鳥：エデンのそら?, Hi no tori: Eden no sora) è stata pubblicata in esclusiva su Disney+. Il 14 settembre 2023 è stato annunciata una versione cinematografica della serie, dal titolo Phoenix: Reminiscence of Flower (日の鳥：エデンの花?, Hi no tori: Eden no hana), in uscita nelle sale giapponesi il 3 novembre, che presenterà un finale alternativo.

## Accoglienza
L'edizione italiana del manga è stata insignita del premio "Carlo Boscarato" nel 2006 ed il premio "Gran Guinigi" nel 2007.. Nel sondaggio Manga Sōsenkyo 2021 indetto da TV Asahi, 150 000 persone hanno votato la loro top 100 delle serie manga e La Fenice si è classificata al 25º posto.